# Astragalus kulabensis
Astragalus kulabensis là một loài thực vật có hoa trong họ Đậu. Loài này được Lipsky miêu tả khoa học đầu tiên.